# Armod
Armod (pobreza), es el séptimo álbum de la banda sueca de Power Metal Falconer, publicado el 3 de junio de 2011 a través de Metal Blade Records. Como los anteriores CD cantados por Mathias Blad, Armod está influenciado por la música folk, pero la novedad (según los componentes del grupo, no será la pauta a seguir en futuros álbumes) de este nuevo álbum, es que está totalmente grabado en sueco (a excepción de los Bonus Tracks).

## Temas
| N.º | Título                                               | Duración |  |
| 1.  | «Svarta Änkan»                                       | 6:55     |  |
| 2.  | «Dimmornas Drottning»                                | 4:17     |  |
| 3.  | «Griftefrid»                                         | 4:19     |  |
| 4.  | «O, Tysta Ensamhet»                                  | 4:08     |  |
| 5.  | «Vid Rosornas Grav»                                  | 5:52     |  |
| 6.  | «Grimborg»                                           | 3:31     |  |
| 7.  | «Herr Peder Och Hans Syster»                         | 7:17     |  |
| 8.  | «Eklundapolskan»                                     | 2:56     |  |
| 9.  | «Grimasch Om Morgonen» (Cover de Cornelis Vreeswijk) | 2:29     |  |
| 10. | «Fru Silfver»                                        | 4:32     |  |
| 11. | «Gammal Fäbodpsalm»                                  | 3:23     |  |

## Versiones en inglés
| N.º | Título                              | Duración |  |
| 12. | «Black Widow (Bonus Track)»         | 6:55     |  |
| 13. | «Grimborg (Bonus Track)»            | 3:31     |  |
| 14. | «By The Rose's Grave (Bonus Track)» | 5:52     |  |
| 15. | «O, Silent Solitude (Bonus Track)»  | 4:06     |  |

## Intérpretes
- Mathias Blad: Voz, Teclado
- Stefan Weinerhall: Guitarra, coros
- Jimmy Hedlund: Guitarra, coros
- Magnus Linhardt: Bajo
- Karsten Larsson: Batería